# Liste von Sakralbauten in Wunstorf
Die Liste von Sakralbauten in Wunstorf nennt Kirchengebäude und andere Sakralbauten in Wunstorf, Region Hannover, Niedersachsen.

## Liste
| Bild | Name                                       | Ort                          | Koordinaten                       | Konfession der Gemeinde               |
| ---- | ------------------------------------------ | ---------------------------- | --------------------------------- | ------------------------------------- |
|      | Heilig-Kreuz-Kirche                        | Bokeloh                      |                                   | evangelisch-lutherisch                |
|      | St.-Konrad-von-Parzham-Kirche              | Bokeloh                      | 52° 24′ 58,3″ N, 9° 22′ 24,2″ O   | römisch-katholisch                    |
|      | St.-Thomas-Kirche                          | Großenheidorn                | 52° 27′ 28,2″ N, 9° 23′ 31,4″ O   | evangelisch-lutherisch                |
|      | Sigwardskirche                             | Idensen                      | 52° 24′ 8,1″ N, 9° 21′ 20,3″ O    | evangelisch-lutherisch                |
|      | Kirche                                     | Idensen                      | 52° 24′ 6″ N, 9° 21′ 21,4″ O      | evangelisch-lutherisch                |
|      | Kirche Kolenfeld                           | Kolenfeld                    | 52° 23′ 4,9″ N, 9° 27′ 5,9″ O     | evangelisch-lutherisch                |
|      | Evangelische Kirche                        | Luthe                        | 52° 25′ 52″ N, 9° 28′ 40,3″ O     | evangelisch-lutherisch                |
|      | Heilig-Kreuz-Kirche                        | Luthe                        | 52° 25′ 33,35″ N, 9° 28′ 42,38″ O | römisch-katholisch, 2010 profaniert   |
|      | Petruskirche                               | Steinhude                    | 52° 27′ 20,1″ N, 9° 21′ 24,8″ O   | evangelisch-lutherisch                |
|      | St.-Hedwig-Kirche                          | Steinhude                    |                                   | römisch-katholisch                    |
|      | Stiftskirche St. Cosmas und Damian         | Wunstorf                     | 52° 25′ 35,7″ N, 9° 25′ 51,3″ O   | evangelisch-lutherisch                |
|      | Stadtkirche (Marktkirche) St. Bartholomaei | Wunstorf                     | 52° 25′ 34,2″ N, 9° 25′ 44,7″ O   | evangelisch-lutherisch                |
|      | Corvinuskirche                             | Wunstorf                     |                                   | evangelisch-lutherisch                |
|      | St.-Johannes-Kirche                        | Wunstorf                     |                                   | evangelisch-lutherisch                |
|      | St.-Bonifatius-Kirche                      | Wunstorf                     |                                   | römisch-katholisch                    |
|      | Neuapostolische Kirche                     | Wunstorf, Hagenburger Straße | 52° 25′ 46,9″ N, 9° 25′ 17,4″ O   | neuapostolisch                        |
|      | Kreuz-Kirche                               | Wunstorf, Amtshausweg 23     | 52° 25′ 26,7″ N, 9° 25′ 10,4″ O   | evangelisch-freikirchlich (Baptisten) |
|      | Aksa Camii                                 | Wunstorf                     | 52° 25′ 22,5″ N, 9° 26′ 2″ O      | DITIB                                 |